# Diacamma
Diacamma ist eine Ameisengattung aus der Unterfamilie der Urameisen (Ponerinae).

## Merkmale
Die Vertreter dieser Gattung sind recht groß und durchgehend schwarz gefärbt. Das Stielchenglied (Petiolus) trägt auf der Oberseite zwei auffällige Dornen. Bei Diacamma gibt es keine gynomorphen Königinnen, sondern die Fortpflanzung wird von einer begatteten Arbeiterin übernommen, der sogenannten Gamergate.

### Kastendetermination
Alle frisch geschlüpfte Tiere zeigen am Mesosoma über dem vorderen Beinpaar die Gemmae ("Schmuckstücke"). Dabei handelt es sich um kleine, rötliche Anhängsel an Stelle der Flügel. Alle Jungtiere sind fähig zum Eierlegen und könnten theoretisch die reproduktive Rolle übernehmen. In der Kolonie gibt es allerdings nur ein dominantes Weibchen, das die anderen Tiere aktiv verstümmelt, indem es ihnen die Gemmae abbeißt. Sie behält die reproduktive Funktion als Gamergate, während das Fehlen der Gemmae bei den anderen Tieren die Degenerierung der Fortpflanzungsorgane zur Folge hat und diese somit zu sterilen Arbeiterinnen werden. Die Gamergate ist daher anhand der Gemmae gut von den Arbeiterinnen zu unterscheiden, bei denen diese Anhängsel fehlen und stattdessen eine taschenartige Einbuchtung aufweisen. Ansonsten sehen die funktionale Königin (Gamergate) und die Arbeiterinnen völlig gleich aus.

## Verbreitung
Weltweit sind 44 Arten beschrieben. Sie kommen von Ostindien über Südostasien bis nach Australien vor.

## Lebensweise
Die Nester werden oberirdisch in lockerem Bestandsabfall, Schotter oder anderem losen Material angelegt. Auch hohle Bäume und Bambusstängel werden genutzt, oft aber werden Standorte nur temporär besiedelt. Häufige Nestumzüge sind möglich. Seltener bilden sich große Erdnester, bei den richtigen Bedingungen kann so eine Kolonie aber über Jahre standorttreu bleiben.
Die Vertreter von Diacamma ernähren sich vorwiegend räuberisch sowie von Aas. Wie für Urameisen typisch ist die Individuenanzahl in einer Kolonie mit höchstens 100 bis 200 Tieren eher gering.

## Systematik
Unter anderen gehören folgende Arten zur Gattung Diacamma (Auswahl):
- Diacamma australe
- Diacamma colosseense
- Diacamma leve
- Diacamma schoedli